# Ultima luptă (film din 1973)
Ultima luptă (în poloneză Hubal) este un film istoric de război polonez din 1973, regizat de Bohdan Poręba, care prezintă soarta unității de cavalerie a maiorului Henryk Dobrzański⁠(d) („Hubal”), ultima unitate a armatei regulate a celei de-a Doua Republici Poloneze, care nu a depus armele după campania pierdută din septembrie 1939. Filmul a fost realizat de studioul Zespół Filmowy Panorama din Łódź.
Acest film s-a bucurat de o popularitate considerabilă în rândul spectatorilor și telespectatorilor și a fost vizionat de 7.964.982 de spectatori în cinematografele din Polonia, ceea ce-l plasează pe locul 22 în topul celor mai vizionate filme poloneze din Polonia.

## Rezumat
Filmul se bazează pe evenimente reale și este dedicat istoriei luptei de partizani a maiorului Henryk Dobrzański⁠(d) (legendarul „Hubal”), erou al Primului și al celui de-al Doilea Război Mondial. Dobrzański a fost unul dintre primii partizani ai celui de-al Doilea Război Mondial.
După ce Armata Poloneză a fost înfrântă în octombrie 1939, Dobrzański nu s-a predat și a continuat să lupte împotriva inamicului cu un grup loial de ostași. El a organizat „Detașamentul Special al Armatei Poloneze” și a preluat comanda sub numele conspirativ „Hubal”. Luptând singur cu inamicii, detașamentul condus de Dobrzański a provocat pierderi semnificative Wehrmachtului. Filmul prezintă zilele grele de luptă.

## Distribuție
- Ryszard Filipski⁠(d) — maiorul Henryk Dobrzański⁠(d) („Hubal”)
- Małgorzata Potocka — Marianna Cel („Tereska”), membră a detașamentului lui Hubal
- Tadeusz Janczar⁠(d) — căpitanul inginer Maciej Kalenkiewicz⁠(d) („Kotwicz”), membru al detașamentului lui Hubal
- Emil Karewicz⁠(d) — rotmaistrul (căpitan de cavalerie) Stanisław Sołtykiewicz, adjunctul maiorului Dobrzański
- Andrzej Kozak⁠(d) — Maruszewski, factor poștal din Opoczno, membru al detașamentului lui Hubal
- Zygmunt Malanowicz⁠(d) — preotul Ludwik Mucha („Pyrka”), membru al detașamentului lui Hubal
- Stanisław Niwiński⁠(d) — plutonierul Józef Alicki, membru al detașamentului lui Hubal
- Józef Nowak⁠(d) — colonelul Leopold Okulicki⁠(d) („Miller”), trimis de la cartierul general al organizației Uniunea Luptei Armate
- Tadeusz Schmidt⁠(d) — „Bania”, membru al detașamentului lui Hubal
- Kazimierz Wichniarz — preotul Edward Ptaszyński, membru al detașamentului lui Hubal
- Jerzy Aleksander Braszka — caporalul Franciszek Głowacz („Lis”, „Vulpea”), membru al detașamentului lui Hubal
- Henryk Giżycki — sublocotenentul Modest Iljin („Klin”), membru al detașamentului lui Hubal
- Bolesław Idziak — locotenentul Feliks Karpiński („Korab”), membru al detașamentului lui Hubal
- Jerzy Korsztyn — cadetul Zygmunt Morawski („Bem”), membru al detașamentului lui Hubal
- Eugeniusz Kujawski — locotenentul Masłowski („Samson”), membru al detașamentului lui Hubal
- Sławomir Lindner — generalul Michał Tokarzewski-Karaszewicz („Torwid”), fondatorul și comandantul mișcării de rezistență „Służba Zwycięstwu Polski” („Serviciul pentru Victoria Polonei”) și apoi comandant al „Regiunii 3 Liov” a organizației Uniunea Luptei Armate
- Irena Malkiewicz-Domańska — soția proprietarului hergheliei, gazda petrecerii din Ajunul Crăciunului
- Anna Milewska — Zofia Arkuszewska, proprietara moșiei din Krubki
- Jan Stawarz — plutonierul Romuald Rodziewicz („Roman”), membru al detașamentului lui Hubal
- Michał Stempkowski
- Stefan Szmidt — căpitanul Józef Bolesław Grabiński („Pomian”), membru al detașamentului lui Hubal
- Wacław Ulewicz — sublocotenentul Marek Szymański⁠(d) („Sęp”), membru al detașamentului lui Hubal
- Zygmunt Wiaderny — cadetul Henryk Ossowski („Dołęga”), membru al detașamentului lui Hubal
- Andrzej Żółkiewski — cadetul Leon Gołko, membru al detașamentului lui Hubal
- Feliks Żukowski — proprietarul hergheliei, gazda petrecerii din Ajunul Crăciunului
- Kazimierz Borowiec
- M. Czyżewski
- Mirosław Gruszczyński
- Tadeusz Kwinta
- Józef Łodyński — membru al detașamentului lui Hubal
- Hanna Mikuć — legătură
- Janina Sokołowska — legătură
- Stefan Śródka – fermier din Gałki
- Jerzy Braszka — caporalul Stanisław Wisniewski, membru al detașamentului lui Hubal
- Lucjan Dytrych
- Kazimierz Iwiński — un ofițer de la conac care se îndrepta către Ungaria
- Edward Lach
- Bogdan Łysakowski — membru al detașamentului lui Hubal
- Wanda Ostrowska
- Edward Sosna
- Tadeusz Teodorczyk — croitorul Jan (de fapt Wacław) Wilczyński, membru al detașamentului lui Hubal
- Stanisław Bieliński — membru al detașamentului lui Hubal
- Janusz Cywiński — pădurarul Eugeniusz Wróblewski
- Mieczysław Górkiewicz
- Andrzej Jurczak
- Andrzej Łągwa
- Bohdan Mikuć
- Bogusław Sochnacki — ofițerul Gestapo
- Lech Skolimowski
- Franciszek Trzeciak — plutonierul Antoni Kisielewski, membru al detașamentului lui Hubal
- Zbigniew Buczkowski — hoțul Sawicki
- Zygmunt Laskowski — un țăran de la cadavrul lui „Hubal”
- J Dangle
- K Markowski
- Jarosław Janiczek
- T Ostaszkiewicz
- Tadeusz Kaźmierski (nemenționat)
- Jerzy Krasuń (nemenționat)
- Zdzisław Krauze (nemenționat) — profesorul Stoiński („Brzoza”), membru al detașamentului lui Hubal
- Czesław Magnowski (nemenționat)
- Jerzy Radwan (nemenționat) — un ofițer german de la cadavrul lui „Hubal”
- Robert Rogalski (nemenționat) — un țăran

## Producție
Potrivit propriilor sale amintiri, regizorul Bohdan Poręba a fost chemat la începutul anilor 1970 la sediul Ministerului Culturii, unde i s-a prezentat un scenariu scris de Jan Józef Szczepański și totodată i s-a făcut propunerea să realizeze un film pe baza acelui scenariu. Cineastul a acceptat oferta, dar a impus eliminarea câtorva scene (scena de dragoste a comandantului cu o țărancă și execuția prizonierilor de război germani). Filmul a fost realizat de studioul Zespół Filmowy Panorama din Łódź. Filmările în aer liber au avut loc în diferite locuri din satele Anielin, Poświętne (inclusiv Bazilica „Sf. Filip Neri și Ioan Botezătorul” din Studzianna) și Swolszewice din voievodatul Łódź și în orașele Sulejów (Abația Cisterciană) și Łódź (mansarda Palatului Alfred Biedermann de pe ul. Franciszkańska nr. 1/3). S-a filmat pe peliculă color: lungimea peliculei este de 4625 m (în format de 70 mm) și de 3700 m (în format de 35 mm), iar durata filmului este de 126 de minute.
Filmul, odată realizat, s-a confruntat cu obiecțiile organelor de cenzură, iar regizorului i s-a cerut eliminarea unei scene de la slujba religioasă din dimineața de Crăciun, în timpul căreia se intona cântecul Boże, coś Polskę. Scena respectivă a fost păstrată totuși datorită avizului ministrului apărării naționale, generalul Wojciech Jaruzelski, care a lăudat filmul după o proiecție organizată special pentru acesta. Filmul nu are un scenarist trecut pe generic, întrucât Jan Józef Szczepański s-a retras de la filmări deoarece a fost nemulțumit de schimbările introduse de regizor.

## Lansare
Ultima luptă a fost lansat pe 3 septembrie 1973 în cinematografele din Polonia. El s-a bucurat de o popularitate considerabilă în rândul cinefililor polonezi și a fost vizionat de 7.964.982 de spectatori, ceea ce-l plasează pe locul 22 în topul celor mai vizionate filme poloneze din Polonia.

## Premii
Filmul a fost distins cu mai multe premii:
- Premiul „Camera de aur” (Złota Kamera, acordat de revista Film) pentru cel mai bun actor sau actor debutant pentru Ryszard Filipski⁠(d) (1973);
- Premiul ministrului apărării naționale, cl. I pentru Ryszard Filipski⁠(d) (1973);
- Premiul „Włodzimierz Pietrzak” pentru Bohdan Poręba (1973);
- Statueta Libertății a Festivalului de Film de la Sopot pentru Bohdan Poręba (1974);
- Premiul pentru interpretare al Festivalului Internațional de Film din Panama pentru Ryszard Filipski⁠(d) (1974);
- Premiul „Steaua de cinema a sezonului” (Gwiazda Filmowego Sezonu) pentru Ryszard Filipski⁠(d) și Premiul „Biletul de aur” (Złoty bilet, premiul directorilor de cinematografe) pentru Bohdan Poręba la Festivalul de Film⁠(d) (Lubuskie Lato Filmowe) de la Łagów⁠(d) (1974);
- Premiul „Zbyszek Cybulski” (acordat până în 1986 de săptămânalul Ekran) pentru Małgorzata Potocka (1976);
- Premiul principal al juriului Festivalului Filmului Polonez de la Gdynia pentru Ryszard Filipski⁠(d) (1980).[1]